# Latvijas čempionāts futbolā 1923
L'edizione 1923 del Latvijas čempionāts futbolā fu la 3ª del massimo campionato lettone di calcio e fu vinta dal Ķeizarmežs, giunto al suo secondo titolo.

## Formula
Il campionato era diviso in due fasi: in una prima fase era previsto un raggruppamento per le squadre di Riga e dintorni e un altro per le squadre delle altre regioni lettoni.
Le sei squadre partecipanti al gruppo di Riga si incontrarono in turni di andata e ritorno, per un totale di dieci incontri; erano previsti due punti per la vittoria, uno per il pareggio e zero per la sconfitta.
La seconda fase consisteva in una gara di spareggio tra i vincitori dei due gruppi.

## Prima Fase

### Classifica finale del Gruppo di Riga
|  | Pos. | Squadra        | Pt | G  | V | N | P | GF | GS | DR  |
|  | ---- | -------------- | -- | -- | - | - | - | -- | -- | --- |
|  | 1    | Ķeizarmežs     | 16 | 10 | 7 | 2 | 1 | 44 | 8  | +36 |
|  | 2    | RFK Riga       | 15 | 10 | 7 | 1 | 2 | 26 | 11 | +15 |
|  | 3    | LSB Riga       | 14 | 10 | 5 | 4 | 1 | 19 | 11 | +8  |
|  | 4    | Amatieris Riga | 9  | 10 | 3 | 3 | 4 | 13 | 21 | -8  |
|  | 5    | JKS Riga       | 3  | 10 | 1 | 1 | 8 | 13 | 28 | -15 |
|  | 6    | Union Riga     | 3  | 10 | 1 | 1 | 8 | 11 | 47 | -36 |

### Gruppo delle Province
- Squadra vincitrice: LNJS Liepaja

## Seconda Fase

### Spareggio per il titolo
- Ķeizarmežs - LNJS Liepaja 4-0